# Raimond de Calmont d'Olt
Pour les articles homonymes, voir Calmont et Olt.
Raimond de Calmont d'Olt (1274-1297) est issu d'une famille de la noblesse féodale rouergate déjà en charge administrative carolingienne, les Calmont d'Olt.

## Biographie
Raimond de Calmont d'Olt, dont l'épiscopat dure vingt-trois ans, est sans doute l'évêque de Rodez le plus important du XIIIe siècle avec celui de son prédécesseur Vézian (1247-1274). Membre du chapitre, il est élu par six de ses pairs en 1274, élection confirmée par Grégoire X le 23 novembre 1274.
Peu auparavant, il avait souscrit en tant que chanoine la nomination de procureurs en cour de Rome pour plaider la réforme des statuts. Il occupe la charge de bayle du chapitre en 1274.
Devenu évêque, il s'attache à réformer son corps d'origine : il fixe définitivement le nombre de prébendes canoniales, dignités, personnats et offices capitulaires ; les règles de collations de ces prébendes ; la liste des bénéfices relevant du chapitre et participe à de nombreux conciles provinciaux, en particulier pour répondre à des demandes de décimes de Philippe IV.
Ces statuts capitulaires sont extrêmement importants : ils achèvent les évolutions du XIIIe siècle, mettant fin à un conflit entre évêque et chanoine ouvert sous le prédécesseur de Raimond, l'évêque Vézian, et seront respectés jusqu'à la fin du XVIIIe siècle. Ils règlent notamment avec précision la place de l'évêque par rapport à son chapitre : ils seront cités en référence lors de tous les conflits entre le prélat et son chapitre durant les siècles postérieurs. Un an et trois mois après l'écroulement du chevet de l'ancienne cathédrale, il pose la première pierre d'une nouvelle le 25 mai 1277. La reconstruction avance rapidement et dès le mois d'avril 1289 il doit acheter des terrains connexes pour pouvoir déplacer l'évêché qui coupe l'emplacement de la future nef. Ses armes, conservées sur un sceau, sont d'un écu plain au lion. À la mort de son frère Bégon IV vers 1285, il devient de fait baron de Calmont d'Olt. Dans son testament, Raimond de Calmont d'Olt fonde un obit et deux chapellenies, et laisse dix mille sols rodanés avec lesquels sera fondue la Calmont, bourdon du clocher de Notre-Dame de Rodez. Il mourut en mars 1297 et fut enseveli au milieu du chœur de cette dernière. Sa disparition entraînera celle du lignage des Calmont d'Olt.